# Каньисалес, Орландо
Орла́ндо Каньиса́лес (исп. Orlando Cañizales; 25 ноября 1965, Ларедо) — американский боксёр мексиканского происхождения, выступал в легчайших весовых категориях в период 1984—1999. В течение шести лет владел поясом чемпиона мира по версии Международной боксёрской федерации, защитив его рекордное количество раз — 16. Включён в Международный зал боксёрской славы.

## Биография
Орландо Каньисалес родился 25 ноября 1965 года в городе Ларедо, штат Техас. Активно заниматься боксом начал в возрасте десяти лет, тренировался в местном боксёрском зале вместе со старшим братом Хосе. На любительском уровне провёл 120 боёв, проиграв лишь 12, однако каких-либо серьёзных достижений не добился — участвовал в чемпионатах города и штата. Летом 1984 года получил предложение перейти в профессионалы и 25 августа провёл свой первый профессиональный бой, победив нокаутом другого местного бойца Хуана Переса.
В течение двух последующих лет Каньисалес провёл 12 успешных боёв (лишь в одном случае была зафиксирована ничья) и в середине 1986 года вышел на ринг против олимпийского чемпиона Пола Гонсалеса. Стоявший на кону титул чемпиона Североамериканской боксёрской федерации в наилегчайшем весе выиграть ему не удалось, Гонсалес, несмотря на нокдаун в третьем раунде, продержался на ногах весь поединок и победил раздельным решением судей. Несмотря на поражение, Каньисалес продолжал успешно боксировать, выиграл второстепенные пояса NABF и USBA, после чего в июле 1988 года встретился Кельвином Сибруксом, чемпионом мира в легчайшем весе по версии Международной боксёрской федерации (МБФ). Претендент дважды отправил действующего чемпиона в нокдаун и победил техническим нокаутом в пятнадцатом раунде.
Завоёванный пояс чемпиона МБФ Каньисалес защитил рекордные шестнадцать раз, взяв верх над многими известными боксёрами того времени. В том числе он победил бывшего чемпиона мира филиппинца Роландо Бохола, чемпиона Великобритании Билли Харди, будущего чемпиона мира Кларенса Адамса, двукратного чемпиона США среди любителей Серхио Рейеса, взял реванш у Гонсалеса, вновь одолел Сибрукса. Этот титул в итоге он так никому и не уступил, вынужден был отказаться от него в 1995 году в связи с переходом во второй легчайший вес — пришлось пойти на это, чтобы сразиться с пуэрториканцем Вильфредо Васкесом, чемпионом мира по версии Всемирной боксёрской ассоциации (ВБА). Тем не менее, выиграть здесь ему не удалось, двое из трёх судей отдали победу действующему чемпиону.
Впоследствии Орландо Каньисалес боксировал ещё на протяжении четырёх лет, получил несколько поясов второстепенного значения, но на прежний высочайший уровень выйти уже не смог. Последний раз вышел на ринг в качестве профессионального боксёра в сентябре 1999 года, проиграв по очкам будущему чемпиону мира Фрэнку Толедо. Всего же за карьеру провёл 57 профессиональных боёв, одержал 50 побед (37 досрочно), потерпел пять поражений, один раз была зафиксирована ничья. 14 июля 2009 года включён в Международный зал боксёрской славы.